# Hällristningsområdet i Tanum

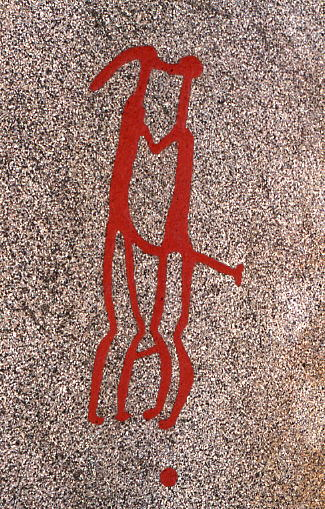
"Brudparet"

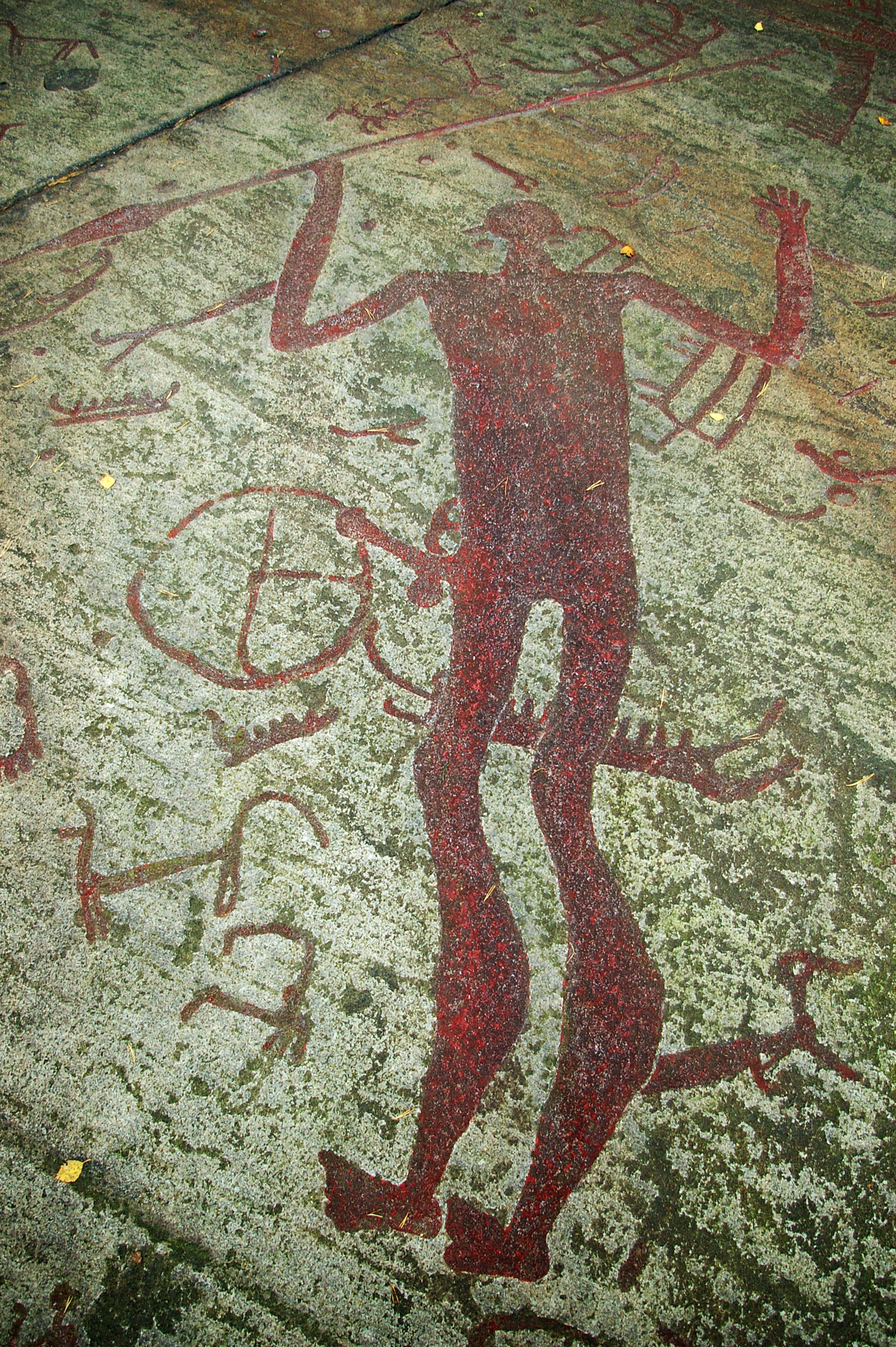
"Spjutguden", Litslebyhällen. Figuren har tolkats av vissa som Tyr eller Oden.

Hällristningsområdet i Tanum är ett område i Tanums kommun i Bohuslän där man funnit flera berghällar med stora mängder hällristningar från bronsåldern. De är alltså skapade någon gång mellan år 1700 och år 500 f Kr. Inte långt från den största av dem, Vitlyckehällen, är Vitlycke museum uppbyggt.

## Ristningarna
Vitlyckehällen, som är den största av hällarna, har närmare 300 inhuggna figurer och ca 170 skålgropar. Den kanske mest berömda scenen bland alla Tanums hällristningar, "Brudparet", finns här. Bland de övriga närliggande hällarna märks Litsleby med en ca 2,3 meter lång spjutbeväpnad man, "Spjutguden", och Aspeberget med en plöjningsscen, ett antal oxar och skepp. Hällen vid Fossum ligger en bit från de övriga. Den kännetecknas av en mer sammanhållen och konstnärlig komposition. Kanske är den gjord av en enda ristare.
Hällristningarna har i modern tid fyllts i med röd färg för att göras tydligare. Det är inte känt om de var målade från början.

## Ett världsarv
Hällristningsområdet Tanum finns med på Unescos världsarvslista. Världsarvskommittén utsåg 1994 området till att bli ett av Sveriges världsarv, med kriterierna i, iii och iv som grund. Motiveringen löd:
| ” | Kriterium i: Hällristningsområdet i Tanum utgör ett enastående exempel på bronsålderskonst av högsta kvalitet | „ |

| ” | Kriterium iii: Mångfalden av motiv i Tanumsområdet erbjuder ett exceptionellt bevis på många aspekter på livet i bronsålderns Europa | „ |

| ” | Kriterium iv: Kontinuiteten i bosättningen och den överensstämmande markanvändningen i Tanum, som är illustrerad genom hällristningarna, de arkeologiska lämningarna och det moderna landskapet i Tanumsområdet gör allt till ett remarkabelt exempel på en kontinuitet över åtta årtusenden av människans historia | „ |

Världsarvet omfattar ett 45 km² stort område runt Tanumsslätten. Totalt finns här över 500 hällristningsplatser med sammanlagt 10 000-tals bilder. 

## Motorväg
Motorvägen på E6 går genom området. Vägverket ville inte bygga runt området, eftersom det skulle förstöra restidsvinsten, utan ville endast försöka minimera skadan där vägen skulle dras, bland annat genom att dra en bit av vägen genom en tunnel. I juni 2009 godkände regeringen Vägverkets förslag. Bygget pågick mellan 2013 och 2015. Detta var den sista biten i den numera sammanhängande motorvägen mellan Oslo och Köpenhamn via Göteborg.
När motorvägen invigdes öppnade samtidigt en rastplats med information om världsarvet. Från rastplatsen har man utsikt över området.